# バアス党政権 (シリア)

シリア・アラブ共和国
الجمهورية العراقية (アラビア語)
كۆماری عێراق (クルド語)

国の標語: なし国歌: حماة الديار（アラビア語）
祖国を守る者たちよ

シリア・アラブ共和国の位置

バアス党政権（バアスとうせいけん）では、1963年から2024年までの間、シリアを支配したバアス党政権について記述する。国号はシリア・アラブ共和国であり、イラクなど他国のバアス党政権と区別する場合はシリア・バアス党政権とも称される。
1963年に社会主義路線のバアス党が政権を奪い、1970年に同党の軍部クーデターによりハーフィズ・アサドが政権を掌握し、軍と秘密警察を後ろ盾としたバアス党独裁体制が築かれた。2000年のハーフィズ死去後もその独裁体制は息子バッシャール・アル＝アサドに世襲された。父子二代の半世紀にわたって独裁体制を維持できたのは、汎イスラム主義と他信仰に寛容な世俗主義という相反するイズムの使い分けによるとされる。ただし、政権批判や反政府活動に対しては容赦ない弾圧を加え、英国のエコノミスト誌傘下の研究所エコノミスト・インテリジェンス・ユニットによる民主主義指数は、下から4番目の世界164位で「独裁政治体制」に分類されていた（2019年度）。国境なき記者団による世界報道自由度ランキングも下から7番目の174位と下位で最も深刻な国の一つに分類されていた（2020年度）。2024年12月の反政府勢力の攻勢によってダマスカスは陥落、バッシャール大統領はロシアに亡命してバアス党政権は崩壊した。

## 前史

### シリア第一共和国（1930年-1950年）
1930年5月14日、フランスの委任統治下でシリア憲法が採択され、シリア第一共和国が成立した。1936年9月9日にフランス・シリア独立条約が締結され、1944年に独立宣言を行った。1945年10月24日に国際連合に加盟した。
1938年9月7日には北西部アレクサンドレッタ県がハタイ国として分離、後にトルコ共和国に編入されハタイ県となり、現在に至るまでトルコ・シリア間の領土問題となっている。
1946年4月17日にフランス軍が撤退したことで正式な独立国となった。
1950年9月5日には民主的憲法を採択、シリア第二共和国に移行した。

### シリア第二共和国（1950年-1958年、1961年-1963年）
1950年の憲法により成立した。しかし、クーデターによって成立したアディブ・シシャクリ政権（1953年-1954年）下では憲法が停止されていた。
アラブ連合共和国への合流によりシリア第二共和国は一時解散したが、1961年にアラブ連合共和国を脱退したことで復活した。

### アラブ連合共和国（1958年-1961年）
1958年2月1日にエジプトと合併してアラブ連合共和国を結成した。
1961年9月28日にシリアはアラブ連合共和国を脱退、アラブ連合共和国は解体された。

## 歴史

### バアス党政権成立
1963年3月8日のクーデターによってバアス党が政権を掌握し、シリアは事実上の一党独裁体制に移行した。この政権は「アラブ社会主義」の実現を掲げ、農地改革や国有化を進めた。しかし、党内の派閥抗争が激化し、政治的不安定が続いた。

### ハーフェズ・アル＝アサド時代（1970年-2000年）
1970年、ハーフェズ・アル＝アサドが「修正運動」と呼ばれる軍事クーデターで権力を掌握した。彼の統治下でバアス党体制は安定化し、強権的な統治が敷かれた。ハーフェズは秘密警察や軍を用いて反体制派を徹底的に弾圧し、個人崇拝を築き上げた。
外交ではソ連と密接な関係を持ちつつ、アラブ諸国の統一を掲げたが、1973年の第四次中東戦争以降、イスラエルとの対立が続いた。また、1982年のハマー虐殺など、国内での反体制運動への弾圧も厳しく批判された。

### バッシャール・アル＝アサド政権（2000年-2024年）
ハーフィズの息子バッシャールが権力を引き継いだ。就任当初のバッシャールは腐敗撲滅や政治改革に向き合う姿勢を示しつつ、一方で体制の維持を優先した。しかし、2011年に発生した「アラブの春」の波及で反政府デモが拡大し、やがて内戦へと発展した。

#### シリア内戦
2011年に発生したアラブの春の影響がシリアにも飛び火し、シリア内戦が勃発した。政府軍、反政府勢力、イスラム過激派、外国勢力が入り乱れる複雑な構図を形成した。ロシアやイランの支援を受けたアサド政権は戦争初期に劣勢となるも、2015年以降、ロシア軍の介入により反転攻勢に出た。
内戦は2020年代まで長期化し、経済崩壊、国民の大量流出、インフラの破壊など、未曾有の被害をもたらした。最終的に、2024年12月8日に首都ダマスカスが陥落し、アサド政権は崩壊。アサド家による53年の統治を含めて60年以上に及んだバアス党政権は終焉を迎えた。

## 政治システム
バアス党政権下のシリアは名目的には共和制であったが、実質的にはバアス党による一党独裁体制であった。大統領は広範な権限を持ち、特にアサド家の個人支配が顕著であった。
国家権力は秘密警察や軍部を通じて集中管理され、反体制派は徹底的に弾圧された。また、憲法でバアス党を「国家と社会を指導する党」と規定することで他党の活動を制限していた。

### 元首
国家元首である大統領は、バアス党の提案を受け人民議会が1名を大統領候補とし、国民投票で承認するという選任方法をとっていた。大統領の任期は7年で、ムスリムでなければならない。再選禁止規定は存在しなかったが、2011年以来のシリア内戦の初期に政権側から示された妥協案のひとつである憲法改正により、2期の制限が設けられた。また、バアス党の専権であった大統領候補者提案権も削除され、人民議会議員35名以上の文書による支持が新たな候補者要件となった。ただし、憲法改正以前にさかのぼっての適用ではないため、アサド政権崩壊時にバッシャール・アル＝アサドは通算で4期目に突入していた。その選挙は、アサド政権の支配領域でのみ行われ、反体制派が支配する北西部イドリブ県などでは実施されず、また当局が認めた者のみが出馬し、自由な意思に基づく投票は困難だった。
大統領は絶対的な必要性がある場合は、人民議会の閉会中でも立法権も行使することができ、シリア軍の最高司令官も兼任していた。

### 行政
首相と内閣に相当する閣僚評議会のメンバーは、大統領が任命する。
バッシャール・アサドが任命した最後の首相は2024年9月就任のムハンマド・ガーズィー・ジャラーリー。アサドが首都を逃れてアサド政権が崩壊した後は、ジャラーリーと反体制派の合意により、ジャラーリーが同年12月9日まで暫定的に公的機関の管理を行った。

### 立法
立法府たる議会は一院制で、正式名称は「人民議会」。定数は250議席。人民議会議員は国民の直接選挙（15選挙区）で選出され、任期は4年である。定数250議席のうち、127議席は労働者と農民の代表でなければならないと規定されている。以降、人民議会はアサド政権崩壊と共に機能を停止しており、2025年1月29日には正式に議会解散が宣言され、議会設置の根拠となる憲法は停止された。
1973年に制定された 1973年憲法では、第8条においてバアス党が「国家を指導する政党」と規定され、バアス党によるヘゲモニー政党制がとられていたが、2011年より始まったアラブの春による一連の改革要求や反政府活動に応える形で2012年に憲法の抜本的改正が行われ、前記の規定は削除された。またこれに先立つ2011年8月に政党法および選挙法が制定・施行され、複数政党制が導入された。ただバアス党は、現在もアラブ社会主義連合党やシリア共産党などの諸政党と協力関係にあり、与党連合「国民進歩戦線」（NPF）を結成している（国民進歩戦線議長はバアス党書記長）。バアス党は50年以上にわたる一党独裁により、党組織が巨大化して党員は350万人を数え、衛星政党の党員と合算すると400万人に達する。また非公認政党はクルド人勢力を中心に多数存在するが、非合法指定を受けた政治組織はムスリム同胞団のみである。なお、ムスリム同胞団はバアス党政権と激しく対立しており、同国の法律によって構成員への極刑が定められていた。

### 司法
司法制度はフランス法およびオスマン帝国法を基礎としている。イスラーム法は家族法の分野で用いられている。大統領を議長とする最高司法評議会が置かれており、裁判所判事の任命にあたる。最高司法機関は最高憲法裁判所である。

## 国際関係
シリアの外交は、バアス主義に基づく汎アラブ主義を基軸としていた。冷戦期にはソ連との友好関係を維持し、西側諸国と距離を取った。
内戦期にはロシアやイランがアサド政権を支援する一方、トルコ、アメリカ、湾岸諸国が反体制派やクルド人勢力を支援し、代理戦争の様相を呈した。
また反イスラエル・反米路線が顕著であり、イスラエルと数度にわたって戦争を行ない（中東戦争）、1967年の第三次中東戦争の結果、南西国境地帯のゴラン高原を占領されている。イスラエルに対抗して「ヒズボラ」への支援を行っていた。このことからアメリカ合衆国からはテロ支援国家に指定されていた。1990年代にはイスラエルとの和平交渉が断続的に行われたが、2000年3月に暗礁に乗り上げた。
国家の安全保障、アラブ諸国の間での影響力の増大、およびイスラエルからのゴラン高原返還を確実にすることが、バッシャール・アル＝アサド大統領の外交政策の主要目的である。対外関係において、アサド政権はバアス党の伝統として「アラブの大義」「パレスチナを含むイスラエルによる全アラブ占領地の解放」を前面に押し出した主張をすることが多い。
シリアは、歴史上の多くの局面においてトルコ、イスラエル、イラク、レバノンなどの地理的・文化的隣国との間で激しい緊張関係を経験してきた。また、サウジアラビアやカタールを中心とした湾岸地域のスンナ派アラブ諸国とは敵対関係にあり、これらの諸国は一貫してイスラム過激派を含むシリアの反政府勢力への支援を行ってきた。21世紀に入り、アサド政権は中東地域で対立関係にあった複数の国家との関係改善に成功した。しかし、イスラエルおよび同盟国の米国とは溝が深く、2004年から米国に経済制裁を受けている。2024年のアサド政権崩壊後にはアメリカでは経済制裁を解除する動きが起きている。
2011年に「アラブの春」がシリアにも波及すると、反政府派を米国が支援し、シリア内戦に突入。その影響から多数の国との外交関係が断絶、あるいは疎遠化しており、国際社会における交流の幅が狭まっている（詳細はシリア内戦に対する国際的な対応を参照のこと）。

### シリア内戦が国際関係に与えた影響
シリア・バアス党政権は、2011年のシリア内戦勃発を理由にアラブ連盟（2011年）、およびイスラム協力機構（2012年）への加盟資格を停止させられている。また、トルコ、カナダ、フランス、イタリア、ドイツ、アメリカ合衆国、イギリス、ベルギー、スペイン、および湾岸協力会議加盟諸国は反体制派団体のひとつであるシリア国民連合を「シリアの正統な代表組織」として政府承認しており、バアス党政権との外交関係が断絶している（シリア国民連合を政府承認している国の一覧については該当ページを参照のこと）。
一方、バアス党政権は伝統的な同盟国であるイラン、ロシアと良好な関係を維持し続けており、シリア騒乱に対する軍事的援助を両国から受けている。また、内戦勃発後も友好的な関係を維持している国々として、中国、北朝鮮、アンゴラ、キューバ、ベネズエラ、ニカラグア、ブラジル、ガイアナ、インド、南アフリカ、タンザニア、パキスタン、アルメニア,、アルゼンチン、ベラルーシ、タジキスタン、インドネシア、フィリピンウガンダ、ジンバブエ、キプロス、ギリシャおよびその他諸国があり、アラブ連盟加盟国であるイラク、エジプト（2013年のクーデター以降）、アルジェリア、クウェート、スーダン、レバノン、オマーン、アラブ首長国連邦（2021年以降）、パレスチナ自治政府、イエメンとも友好関係を維持している。
そのほか、バアス党政権と反体制派のいずれも積極的に支援せず、日本のように在シリア大使館を一時的に閉鎖して両国関係を疎遠にさせている国もある（各国のシリアにおける在外公館の設置・閉鎖状況については、駐シリア外国公館の一覧を参照のこと）。

### イスラエルとの関係
シリアとイスラエルは1948年5月14日のイスラエル建国とその直後に起きた第一次中東戦争以来、ゴラン高原の領有権、ハマースやヒズボラなどの反イスラエル武装組織への支援、イスラエルが敵国とみなすイランへの協力、シリア自体の核兵器開発疑惑などの理由から、2024年現在に至るまで敵対的な関係が続いている。
両国の最大の対立要因は1967年の第三次中東戦争においてイスラエルがシリアから奪取したゴラン高原の帰属問題で、1967年以来イスラエルはゴラン高原を実効支配し、その主権を主張しているが、シリアはゴラン高原をシリア固有の領土であると主張し、同領土の返還を要求し続けている。イスラエルを除く当事国、および国連のどちらもイスラエルの主張を認めていない。国連安全保障理事会が決議497「イスラエルの（ゴラン高原）併合は国際法に対して無効である」旨を採択し、同地がイスラエルによって不当に併合されたシリア領であるという見解が固定化した。しかし、イスラエル政府は「併合」であると認めていない。シリアとイスラエルは現在もゴラン高原の領有権を争っているが、第四次中東戦争停戦後の1974年以来、武力行使を行っていない。
シリアはイスラエルを牽制するため、1976年以降レバノンに軍を進め以後駐留を続けたが、レバノン国内からの反対（杉の革命）と国際的圧力により、2005年3月に軍と情報機関の完全撤退を表明した。軍は4月12日までに完全撤退した。情報機関の撤退については不明である。レバノンの反シリア派は、同国で頻発する政治テロの犯人はシリアであると非難している。
また、シリアは欧米諸国やイスラエルが「テロ組織」と呼ぶ組織ヒズボラを支援しており、アメリカからは「テロ支援国家」に指定されている。首都ダマスカスにパレスチナ・ゲリラの拠点があり、武器援助や軍事訓練拠点を提供しているとされた。なお、パレスチナガザ地区を支配するムスリム同胞団を母体とするハマースはジハード主義組織であるアルカイダやISIS等と共にアサド政権打倒側に参戦しておりシリア内戦以降はアサド政権と対立関係にある。そのため、ムスリム同胞団の出資国であるカタールはシリアのアラブ連盟への復帰を認めていない唯一の国となっておりハマースとシリアは依然として対立関係にある。同じくムスリム同胞団出身のアラブの春で誕生したエジプトのムハンマド・ムルシー政権もアラブの春で追放されたムバラク大統領と異なり、アサド政権と激しく対立していたが、2013年のクーデターで失脚して誕生したシーシー政権以来は関係が改善している。
2007年9月にはイスラエル軍がシリアの核施設とみられる建造物を越境爆撃した。限定的な空爆はそれ以前から散発的に実施されており、以後もシリア内戦勃発以降も含め複数回実施されたが、2018年2月にはシリア軍がイスラエル軍機を撃墜している。
2011年3月以降のシリア内戦では、イスラエルはシリア軍の化学兵器関連の疑いのある施設やアサド政権支援のためにシリア国内で活動するヒズボラやイスラム革命防衛隊に対することを名目に、何百回も空爆を行っている（国際法上の正当性はないとされる）。ただし、実際には限定的ではなく無差別的で、民間人の死傷者も出ている。
一方、アサド政権崩壊後の混乱を警戒してか、同政権の崩壊を企図した反体制武装勢力への支援についてはきわめて慎重な姿勢をとっており、2018年7月のアサド政権軍によるゴラン高原隣接地域を含むシリア南西部の平定について「シリアの状況は内戦前に戻りつつある」として、内戦でのアサド政権の勝利がイスラエルにとっても好ましいとの見方を示していた。
アサド政権崩壊後間もない頃から、イスラエル軍はシリア領内への侵攻・空爆を行い、首都ダマスカス周辺への爆撃を行っている

### イラクとの関係
隣国イラクをめぐっては、シリア・バアス党とイラク・バアス党の政治対立によって、イラン・イラク戦争ではイラン支持に回り、湾岸戦争ではシリア軍が多国籍軍の一員としてイラクに侵攻するなど、対立の時代が長く続いた。しかし、イラク戦争後アメリカ軍により指名手配された旧イラク・バアス党幹部やイラク国内の混乱から逃れた人々が数多くシリアへ亡命し、受け入れた数は推定120万人に上るとされた。シリア政府が政治亡命したイラク・バアス党員の引き渡しを拒否したことや、イラクで米軍と戦うアル＝カーイダなどのテロリストがシリアを経由してイラク国内に流入したことは、米国政府からの強い非難を引き起こした。イラク治安筋によるとダマスカスとラタキアには、外国人テロリストのイラクへの密入国を仲介する者たちがおり、そのほとんどがイラク・シリア国境付近における密貿易で生計を立てていた者であったという。
米陸軍士官学校ウェストポイントはイラク北部のシンジャールで見つかったアル＝カーイダの文書を元に報告書を作成した。それによると、現在までにシリアからイラクに入ったテロリストは590人で、約100人のシリア人仲介者がテロリストの密入国を手助けしているという。動機は金銭目的、イスラーム原理主義を支持しているなどの理由であるという。テロリストの出身国は遠くはモロッコ、リビア、アルジェリア、イエメン、近くはサウジアラビアで、彼らは密入国の手数料として2500ドルを支払い、国境付近に到着すると偽造パスポートを受け取り、地元民の協力とガイドでイラクへと越境している。また、外国人テロリストのほとんどがアラブ諸国出身者であり、アラブ民族主義、あるいは侵略された同胞ムスリムを助けるジハードの遂行のためにイラクへ入国したイスラム過激思想信奉者であるとされる。特に、デリゾール県などのイラク国境地域の住民はイラク北西部に住むスンナ派部族とは親戚関係にあり、ジャズィーラ方言のアラビア語（メソポタミア方言のうち、イラク北西部やシリア東部で話されるもの）を喋るなどイラクとの関係は深く、「外国人の占領下に置かれている同胞」への同情からテロリストを支援しているとされている。

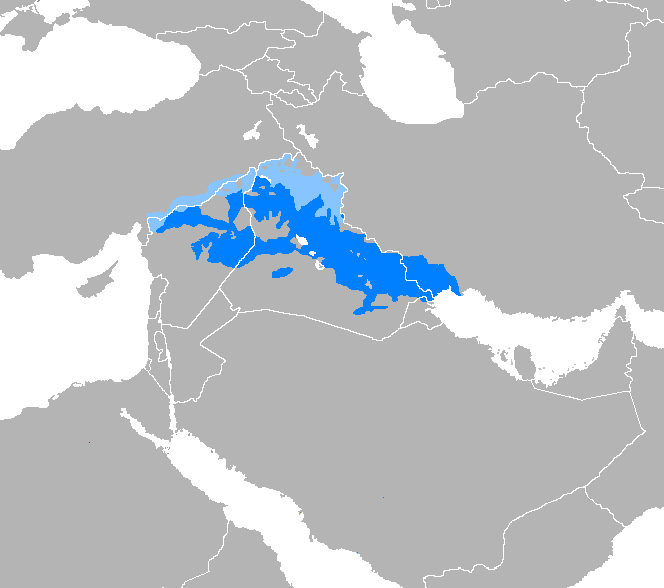
メソポタミア方言の分布

イラクでの戦闘に参加するために、同国へ潜入したイスラム過激思想信奉者のうち著名な人物は、シリア東部デリゾール県出身のアブー・ムハンマド・アル＝ジャウラーニーである（ジャウラーニー氏についてはダラア県出身との説もある）。当該人物は、シリア内戦における反政府武装勢力の主力たるアル＝ヌスラ戦線の指導者となっている。ヌスラ戦線の要員には、米軍占領期のイラクにおいて反米・反シーア派闘争に参加した者たちが多く含まれる。
シリア政府は、2003年の対イラク開戦時には越境する「アラブ人義勇兵」を放置していたが、同年4月以降までに密輸業者を取り締まるなどの対策を講じた。しかし、部族民や地元政府、治安当局者まで業者に賄賂で買収されてしまっており、効果があがっていないとされる。もっとも外国人テロリストの越境数が多かったのは、2004年のファッルージャの戦闘時で、大半がサウジ人であったという。イラク戦争後、シリア国内で統制が強化されたのは、これらの義勇兵にイスラーム過激派が含まれており、シリア・バアス党の政治思想と厳しく対立していたためでもあり、シリア国内の治安への悪影響を減ずるという意図もあった。しかし、シリアは旧イラク・バアス党政権の残党には庇護を加え、米軍をはじめとする占領軍やイラク暫定政権に対する破壊活動を支援したとされる。
またイラクでは、元大統領サッダーム・フセインの出身部族がスンナ派であることに加え、サッダーム旧政権時代の与党であったイラク・バアス党の中核支持層もスンナ派に属し、これがイラク国内で多数派の十二イマーム派を押さえる形になっていた。しかし、シリアでは対照的に、アサド大統領の出身部族はイスラームの少数宗派であるアラウィー派に属し、シリア・バアス党の中核支持層はアラウィー派のほか、キリスト教徒・ドゥルーズ派・イスマーイール派などの少数宗派であり、これらが多数派であるスンナ派を抑える形になっている（ただし、スンナ派であっても世俗主義勢力の一部はバアス党と協力関係にある）。
このため、シリア内戦が勃発したあと、イラク国内で反米・反シーア派闘争を継続していた聖戦と解放の最高司令部およびナクシュバンディー軍を率いる旧イラク・バアス党序列第2位のイッザト・イブラーヒーム（サッダーム・フセインの死刑執行後、イラク・バアス党の地域指導部書記長に就任）は、アサド大統領の打倒を目指してシリア国内で活動するスンナ派の反体制勢力との連帯を表明した。また、イラク西部のスンナ派多数派地域における自由シリア軍支持者によって自由イラク軍というスンナ派武装集団も結成されている。これらの組織は過激派組織ISILとも協調しており、イラク政府軍と戦闘状態にある。逆に、イラク・バアス党政権の崩壊後、十二イマーム派が主体となったイラク政府は、ISILや同組織と同盟関係あるスンナ派武装集団の戦闘においてシリア政府と協力関係にある。
シリアは旧イラク・バアス党政権の残党に庇護を与えていたが、一様な支援ではなく、イラク・バアス党側においてもイッザト・イブラーヒームはイランと同盟関係にあるシリアに対し深い不信感を抱いており、提携にも消極的であったとされる。また、イラク・バアス党はサッダーム・フセインの死によって路線対立に歯止めが利かなくなり、一部の党幹部が非主流派グループを形成し、イブラーヒームの下を離脱。シリア東部のハサカにて会議を行い元党軍事局員のムハンマド・ユーニス・アル＝アフマドを新指導者に選出した。この後、ユーニスはイブラーヒームを党より追放すると宣言、これに対抗してイブラーヒームがユーニスとそれに連なる党員の追放を行い、イラク・バアス党は主流のイブラーヒーム派と傍流のユーニス派に分裂した。ユーニス派による内訌と党分裂の事態に際して、イブラーヒームは声明を発し、イラク・バアス党に対するアメリカの陰謀を支援しているとして、シリア政府を非難している。イブラーヒームはシリア政府との協働に懐疑的姿勢を崩さず敵視しており、シリア内戦勃発後には最終的にシリア政府と決別した。しかし対照的に、ユーニスはシリア政府と良好な関係を構築した。
現イラク政府の暴力的転覆によるイラク・バアス党の政権奪取を重視している聖戦と解放の最高司令部やナクシュバンディー軍を始めとするイブラーヒーム派に対し、アル・アウダのようなユーニス派は恩赦や国外へ逃れたバアス党員の本国帰還によるイラク・バアス党の政治的再建を重視している（アル・アウダの結成は2003年であり、当初は積極的武力闘争路線であったがのちに方針を転換した）。また、イブラーヒーム派は闘争の過程でスーフィズムの紐帯を利用したほか、ジハード主義者と共闘するなど宗派主義的傾向を強めた（ただし、これは軍事的手段のひとつとして用いた便宜的なものであり、政治的には世俗主義を維持していた）が、ユーニス派は前者に比してさらに世俗主義的傾向が色濃く汎アラブ主義への回帰はより強固であった。これによって、ユーニス派は十二イマーム派が多数を占めるイラク南部における支持獲得に成功し、上位の指導層はスンナ派が占めているとはいえ、組織の中間層にはシーア派が多く存在するなど、旧来の支持基盤であるスンナ派多数地域での構成員獲得を目指すイブラーヒーム派とは対照的である。シリア政府はユーニス派を通じてイラクへの影響力拡大を図っていたのだった。また、恩赦を呼びかけるユーニスらに対してヌーリー・マーリキーは拒否する姿勢を崩さなかったが、マーリキーの退陣後、イラク首相に就任したハイダル・アル＝アバーディは、穏健派であるユーニスとの和解に対して妥協的である。
また、当初は十二イマーム派が主導する現イラク政府との戦いにおいてISILと共闘していたイブラーヒーム派だったが、支持基盤の一部はスーフィー信者であり、ISILの急速な勢力拡大に対して警戒感を強め、同盟関係は2014年末には決裂したとされる。しかし、イッザト・イブラーヒームの率いる武装組織は、イラク政府との闘争も依然継続し、翌2015年4月中旬、領袖のイッザト・イブラーヒームがイラク政府軍およびシーア派武装組織との戦闘で死亡した。イブラーヒーム派がISILとの協力を停止し（スーフィーに属さない党関係者にはISILとの協働を継続している者やISILの構成員となっている者もおり、これらの元党関係者はISILとの同盟関係が決裂した際、反対にイブラーヒーム派の攻撃に加担した）、イブラーヒーム本人が戦死するなか、イラク政府はISILとの戦いを続けるうえで、イラク・バアス党との政治的和解を模索しているとされる。しかし、当事者であるイラク・バアス党は両派に分裂したまま派閥対立がまったく収束していない。イブラーヒーム派はムハンマド・ユーニス・アル＝アフマドをイラク政府との交渉から排除することを望み、ユーニス派はイラク国内の破壊および占領に関するイブラーヒーム派の責任を非難し、イブラーヒーム派の政治的復権を拒否している。

### イラン・イスラーム共和国との関係
イラク・バアス党政権との対立関係や、シリアは他のアラブ諸国と異なり非スンナ派政権であることから、イラン・イラク戦争ではシーア派が国民の大多数を占めるイランを支持した背景があり、イランとは現在でも事実上の盟邦関係を継続中で、反米・反イスラエル、欧米西側諸国との対立等で利害が一致する点が多い。シリア内戦ではイランは一貫してアサド政権を支持しており、資金や物資に留まらず革命防衛隊を援軍として送るなど直接・間接にアサド政権を支援しているため、内戦勃発以降は政治面のほか、経済・軍事面でも一体化を強めつつあった。またベネズエラ、スーダン、キューバなどの反米路線の国との関係を強化していた。

### トルコ共和国との関係
シリアは隣国トルコ共和国のハタイ県を固有の領土であると主張している。2000年のバッシャール・アル＝アサドの大統領就任後は両国の関係はクルド人を封じ込む利害が一致していることで改善していたが、2011年にシリア内戦が勃発すると、ムスリム同胞団と関連の深いレジェップ・タイイップ・エルドアン政権はアサド政権打倒目的で自由シリア軍をはじめ反体制武装勢力を積極的に支援するなど対立関係にある。トルコの反体制派支援に対しアサド政権はシリア北部のクルド人勢力（クルド人民防衛隊、YPG）と協調し、同国北東部の自治を事実上黙認する方針をとったため、国内にクルド人問題を抱えるトルコは2016年と2018年にシリアのクルド人地域（ロジャヴァ）に対する越境攻撃を実施した。特に2018年の越境攻撃時にはアサド政権が反体制派への勝利をほぼ確定的にし、余裕が出た戦力をYPGへの援軍として送ったためトルコ軍との直接戦闘に至り、両国の対立は激化の一途をたどった。しかしながら、アサド政権の勝利が確定した中で、クルド人地域への統治という共通の目的をにらみ利害が一致しはじめ、エルドアン政権とアサド政権との関係和解の方向に向かっていたとされた。しかし反アサド派との関係も維持しており、反アサド派の攻勢が強まると反アサド派支持を明確にし、2025年2月にはエルドアン大統領とシャラア暫定大統領の会談が行われている。

### ソビエト連邦及びロシアとの関係

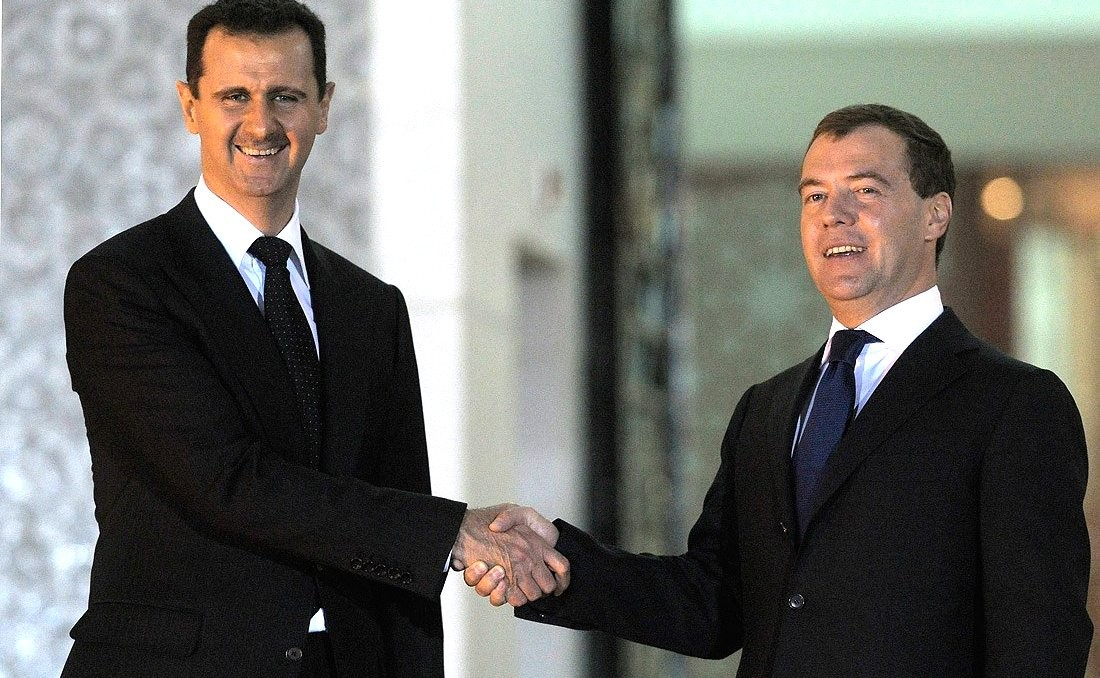
ロシアのメドヴェージェフ大統領（当時）と会談するアサド大統領（2010年）

独立後のシリアは、1957年にソ連との間に経済技術援助協定が締結されたことに始まり、1958年には同じく親ソ路線を掲げていたナセル政権下のエジプトと合併したアラブ連合共和国期、1961年にエジプトとの連合を解消しシリア・アラブ共和国として再独立した後の、1963年3月8日革命以来今日まで続くバアス党政権期を通して、一貫して親ソ・親露路線を外交の基盤としている。
ハーフィズ・アル＝アサド政権時代の1980年には、外交や兵器の輸入・その他技術の導入などの親ソ路線から更に進み、ソビエト・シリア友好協力条約が締結され、軍事的に同盟関係となっている。
この同盟関係はソ連崩壊後もロシア連邦が引き継ぎ、ロシアは新鋭の防空兵器や弾道ミサイルなど、さまざまな武器・兵器を販売するなどシリアにとって最大の武器援助国となっている。また独立国家共同体（CIS）諸国以外で唯一のロシアの軍事施設がある（タルトゥース海軍補給処、ラタキア近郊のフメイミム空軍基地など）。
シリア危機に際し、2013年9月9日にプーチン政権は米国によるシリア侵攻を回避すべくロシアのセルゲイ・ラブロフ外相を通してシリアの化学兵器を国際管理下に置き、シリアの化学兵器禁止条約批准を提案した。そして、9月12日にシリアのアサド大統領はさらに批准後の1か月後に化学兵器情報を提供することにも同意した。2015年9月30日にはロシア連邦軍がアサド政権を支援する軍事介入を開始（ロシア連邦航空宇宙軍によるシリア空爆）。これ以降、膠着状態だった戦況はアサド政権側に大きく傾き、アレッポやデリゾールといった主要都市を巡る攻防を政府軍が制し、内戦の帰趨を決する決定的な影響を与えた。
2022年ロシアのウクライナ侵攻に対するロシアの兵力・兵器の総動員は、ロシアのアサド政権を支援する軍事介入・兵器援助を不活発なものにし、2023年パレスチナ・イスラエル戦争当事者となったヒズボラも支援が困難となったことと合わせた状況下、シリア解放機構を中心とした反政府勢力が2024年11月27日アサド政権への大規模な攻勢を開始。アレッポを8年ぶりに陥落、12月5日にはハマ、12月7日にはホムスを制圧、12月8日反体制派が首都ダマスカスに入城し、大統領アサドはダマスカスを脱出しアサド政権は事実上崩壊した。後にロシア外務省によって大統領アサドが首都モスクワに亡命した事が明らかになった。

### 南北朝鮮両国との関係
北朝鮮
朝鮮民主主義人民共和国（北朝鮮）とはハーフィズ・アサド政権時代からの伝統的友好国であり、軍事交流や弾道ミサイルなどの北朝鮮製兵器の買い手でもある。共同の核開発計画も行っているとされ、2007年にはイスラエル空軍が核開発施設と見られる建物を爆撃した。
バアス党政権時代のシリアは北朝鮮との友好関係を考慮し、大韓民国（韓国）と国交を有していなかったが、アサド政権崩壊後の2025年に国交正常化を図る方針であることが明らかになった。また、シリア暫定政府は北朝鮮やロシアとの関係を必要最小限度に縮小する方針であることも報じられた。
韓国
シリアは1948年の韓国建国時に国交を樹立したが、アラブ連合共和国から再独立した後は韓国との国交を断絶し、北朝鮮との国交を樹立した。その後も北朝鮮との友好関係を考慮して長らく国交正常化がなされていなかったが、アサド政権崩壊後の2025年に国交正常化を図る方針であることが明らかになった。2025年4月10日、両国は正式に国交を樹立した。

### 中華人民共和国との関係
中華人民共和国（中国）とはハーフィズの時代からの伝統的友好国であり、軍事交流や弾道ミサイルなどの中国製兵器の買い手でもある。1990年代にシリアに小型の原子炉を売却した際はイスラエルやアメリカから懸念された。経済的にはシリアの主要な貿易相手国の一つとされ、2つのシリア最大の産油企業の大株主であり、2011年から国連のシリア非難決議でもロシアとともに拒否権を行使することも多い。
アサド大統領も2004年6月に訪中して中国の胡錦濤国家主席と会談を行うなど、中国との関係を重視している。シリアは中露主導の上海協力機構への加盟も申請している。
アサド政権の崩壊に際して中国政府は目立った動きを見せず、情勢を注視する姿勢を見せた。12月13日には王毅外相が「シリア和平の早期実現と国民の意向に沿った国家再建計画を支持する。シリアは将来的にいかなるテロや過激勢力にも断固として反対しなければならない」とコメントしている。

### アメリカ合衆国との関係
アメリカ合衆国はシリアが1990年の湾岸戦争で多国籍軍に参加し、1991年にアメリカ合衆国政府が主催した中東和平マドリード会議以後、アメリカ合衆国政府が提案する中東和平プロセスを支持し、アメリカ合衆国政府が主導した国連安保理決議に基づいて2005年にレバノンから軍を撤退させたが、アメリカ合衆国政府はシリアがレバノンに軍を進駐させた1976年当時からシリアを「テロ支援国家」と認定し、2004年以後は経済制裁を実施、2005年以後は在シリア大使を帰国させている。
アラブの春では反体制派を支援し、シリア内戦になると、2013年9月5日にアメリカ合衆国上院外交委員会はシリアの化学兵器使用を理由に軍事行動を承認したが、議会承認なきままアメリカ軍はシリア侵攻の攻撃態勢に入っていた。2014年9月に湾岸諸国とともに空爆が開始されたが、このときの攻撃対象は、内戦下で増長したISILとされた。それでも、安保理決議なしでの空爆は、国際法違反だとされる。2017年4月、化学兵器使用疑惑を理由に、初の政府軍を標的とするミサイル攻撃が行われた。2018年10月からシリア領内の油田を防衛すると主張し、デリゾール県やハサカ県の油田地帯を中心に違法駐留を開始。2019年10月、ドナルド・トランプ米大統領は、エクソンモービルを含む米石油メジャーにシリアで油田操業を担わせる可能性に言及した。これについて、法律やエネルギー業界の専門家からは、戦争犯罪で非倫理的などという批判の声が上がった。2022年2月、シリアの石油鉱物資源省は、国内で生産される原油の80%以上が米国によって盗奪されていると発表した。
バアス党政権崩壊後の2024年12月にはアメリカ政府関係者と暫定政府の間で経済制裁解除に向けた協議が行われている。2025年3月21日、アハマド・シャラア暫定大統領はアメリカとの早期の関係改善を目指す方針であると述べた。アメリカ政府は内々に制裁解除を検討していたが、5月13日にはドナルド・トランプ米大統領が制裁を解除する方針であると発表した。

### 日本国との関係
シリア戦争の危機に際し、安倍晋三政権は日本の同盟国である米国のシリア侵攻に対しては反対を表明してはいない。菅義偉官房長官は2013年8月29日の記者会見で、シリア政府による化学兵器を使用の根拠を問われ「さまざまな具体的情報があるが、関係国とのやり取りなので控える」としている。
2012年5月、日本政府はモハンマド・ガッサーン・アルハバシュ駐日シリア大使に国外退去勧告を行う一方、シリア政府も翌6月、鈴木敏郎駐シリア大使にペルソナ・ノン・グラータを通告するなど、相互に大使の追放処分を行った。

## 経済
バアス党は「アラブ社会主義」を掲げ、農地改革や主要産業の国有化を推進したが、経済の停滞を招いた。特にハーフェズ政権下では、汚職や非効率的な経済運営が深刻化した。
バッシャール政権下では市場経済化が進められたものの、内戦の勃発により経済は壊滅的な打撃を受けた。石油収入の激減、国際的な経済制裁、失業率の急増などがシリア国民の生活を圧迫した。

## 軍事

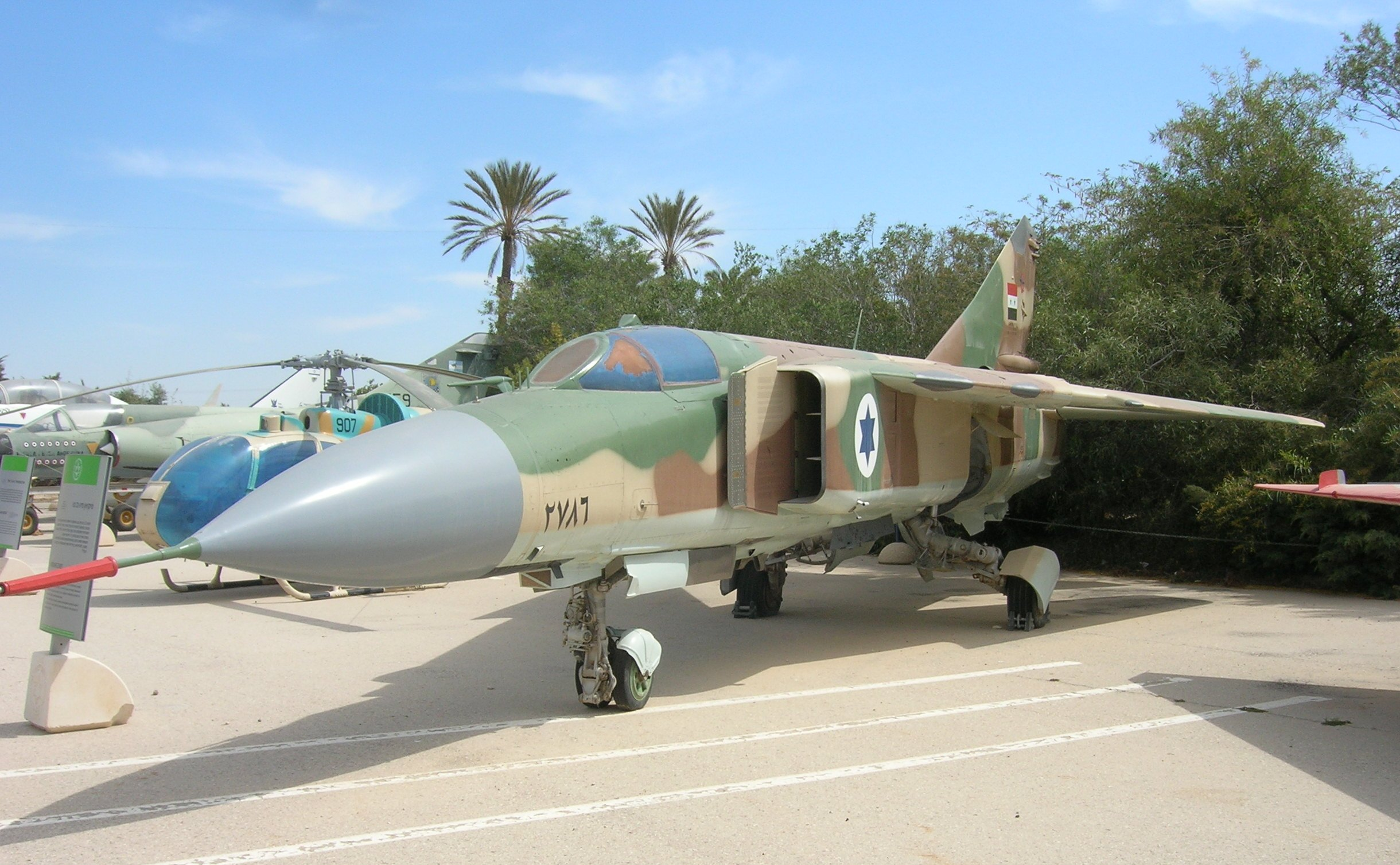
シリア空軍のMiG-23戦闘機

シリアはアラブ世界ではエジプトに次ぐ軍事大国として知られていた。シリアは徴兵制が敷かれており、男子の兵役義務がある。また敵国であるイスラエルの侵攻を防ぐために旧東側諸国の武器を重装備しており、おもに友好国であるロシアから武器を調達していた。
シリア軍の総兵力は現役約32万人、予備役は50万人である。陸軍の総兵力は約21万5000人、海軍総兵力約5000人に加えて予備役約4000人、空軍総兵力約7万人、防空軍総兵力約4万人である。また、これらの正規軍のほかにイスラエルの侵攻に備えて、ゲリラ戦を行うために複数の民兵が組織されている。
シリアの軍事予算は国家予算の1割を占め、膨大な軍事費のためにシリアの財政を非常に圧迫している。またハマース、ヒズブッラー、PFLPなどのゲリラ組織への資金援助、武器援助などを加えると軍事費はさらに膨大なものとなっている。
また、タルトゥース港とフメイミム空軍基地（ラタキア）にロシア連邦軍が駐留し、同軍の地中海における拠点となっていた。

### 祝祭日
| 日付     | 日本語表記               | 現地語表記              | 備考                                                                                    |
| -------- | ------------------------ | ----------------------- | --------------------------------------------------------------------------------------- |
| 1月1日   | 元日                     | عيد راس السنة الميلادية |                                                                                         |
| 3月8日   | 3月8日革命記念日         | ثورة الثامن من اذار     | バアス党による権力掌握を記念する                                                        |
| 3月21日  | 母の日                   | عيد الأم                |                                                                                         |
| 4月17日  | 独立記念日               | عيد الجلاء              | フランス軍のシリア完全撤退の日を祝う                                                    |
|          | グレゴリオ暦のイースター | عيد الفصح غريغوري       | 新暦のイースター。移動祝日                                                              |
|          | ユリウス暦のイースター   | عيد الفصح اليوليوسي     | 移動祝日                                                                                |
| 5月1日   | メーデー                 | عيد العمال              |                                                                                         |
| 5月6日   | 殉国者の日               | عيد الشهداء             | 1916年、オスマン帝国のアフメト・ジェマル・パシャが シリア民族主義者多数を処刑した記念日 |
| 10月6日  | 10月解放戦争記念日       | حرب تشرين التحريرية     | 第四次中東戦争の開戦記念日                                                              |
| 12月25日 | クリスマス               | عيد الميلاد المجيد      |                                                                                         |
|          | 犠牲祭                   | عيد الأضحى              | 移動祝日                                                                                |
|          | 断食明け大祭             | عيد الفطر               | 移動祝日                                                                                |
|          | 預言者生誕祭             | المولد النبوي           | 移動祝日                                                                                |